# Дъблин (графство)
Вижте пояснителната страница за други значения на Дъблин.
Дъблин (на английски: County Dublin – Каунти Дъблин, на ирландски: Contae Bhaile Átha Cliath) е сред 26-те графства на Ирландия.
Намира се в провинция Ленстър. Главен административен център е столицата Дъблин.
Граничи с графствата Мийт, Килдеър и Уиклоу, както и с Ирландско море. Има площ 921 km² и население 1 186 821 жители към 2006 г.

## Подразделения
Графство Дъблин е разделено на 4 местни подразделения (local authorities):
1. Дъблин Сити
2. Дун Леръ-Ратдаун
3. Фингал
4. Южен Дъблин

## Градове
- Балбриган
- Доунабейт
- Дъблин (най-голям по население)
- Малахайд
- Портмарнък
- Ръш
- Скерийс
- Суордс

## Предградия
- Адамстаун
- Долки
- Дун Леръ
- Дъндръм
- Кабра
- Лукън
- Талат
- Хоут